# Wilhelm Angermann
Wilhelm Angermann (* 6. Februar 1944; † 30. März 2015) war ein deutscher Basketballspieler.

## Leben
Angermann spielte Basketball beim Altenessener TV, ehe er nach dem Abitur zum TuS 04 Leverkusen wechselte. Mit Leverkusen gewann er in der Spielzeit 1969/70 die deutsche Meisterschaft sowie den Sieg im DBB-Pokal. In der Saison 1970/71 wurden beide Erfolge wiederholt, des Weiteren trat Angermann 1970/71 mit Leverkusen im Europapokal der Landesmeister an. Er kam zwischen 1968 und 1971 auf eine Gesamtanzahl von 63 Bundesliga-Einsätzen für Leverkusen, in denen er im Schnitt 6 Punkte erzielte.
Für die bundesdeutsche Nationalmannschaft bestritt Angermann zwei Länderspiele. In späteren Jahren war er Vorsitzender der Basketballabteilung des ETB Schwarz-Weiß Essen, dann Ehrenvorsitzender und galt insbesondere als Förderer der Jugendarbeit im ETB.